# Мария дьо Бурбон-Монпансие
Мария дьо Бурбон-Монпансие (на френски: Marie de Bourbon-Montpensier; * 15 октомври 1605, дворец Гайон, Нормандия; † 4 юни 1627, Лувър, Париж, Кралство Франция) e херцогиня на Монпансие, суверенна принцеса на Домб и с брак херцогиня на Орлеан.
Често е наричана Мадмоазел Дьо Монпансие и по нейното време е една от най-богатите наследнички на Франция.

## Произход
Тя е единствената дъщеря на Анри дьо Бурбон-Монпансие (* 1573, † 1608), херцог на Монпансие и дофин на Оверн, и на съпругата му Анриет Катрин дьо Жоайоз (* 1585, † 1656), херцогиня на Жоайоз и принцеса на Жоанвил, последният член на Бурбонския клон Жоайоз, която носи голяма зестра.
Като член на фамилията Бурбони Мария е принцеса по рождение и близка роднина на френската кралска фамилия. Чрез баща си, който принадлежи към Втори дом Монпансие (по-млад клон на Дом Бурбон-Вандом), Мария има за прародител Жан VIII дьо Бурбон-Вандом. Жан е преродителят, който тя споделя с крал Анри IV, което я прави принцеса по кръв – както всички други висши членове Бурбоните на Капентинговия дом Бурбон след възкачването на семейството на френския трон през 1589 г. Баща ѝ е най-имотният принц в кралството.
По майчина линия Мария принадлежи към Дом Жоайоз, херцогска фамилия от 1581 г. – датата, на която Ан дьо Жоайоз, доверен прислужник на Анри III, става от виконт херцог на Жоайоз. Поради близостта си до трона на Франция и в контекста на религиозните войни семейството е едно от най-влиятелните и могъщи семейства в кралството.
Мария също произлиза по директна мъжка линия от Свети Луи, но също и от Династия Валоа, подобно на крал Жан II.

## Биография

### Детство
Мария дьо Монпансие е родена в замъка Гайон (днес разположен във френския департамент Йор) в провинция Нормандия на 15 октомври 1605 г. Известна преди брака си като Мадмоазел дьо Монпансие, Мария е единственото дете на херцога и херцогинята на Монпансие.
На 14 януари 1608 г., на 2-годишна възраст, по време на регентството на Мария де Медичи, е сгодена от баща ѝ за втория син на френския крал Анри IV – херцогът на Орлеан, когото някои историци наричат Никола-Анри Френски, известен като Мосю, но той умира през 1611 г. на 4-годишна възраст. Тя почти веднага е сгодена от кралица Мария де Медичи за другия херцог на Орлеан – брат му Гастон Френски, наследник на короната на Франция. Един месец по-късно баща ѝ умира и Мария, едва 3-годишна, става негова наследничка като херцогиня на Монпансие и получава титлата „Пер на Франция“. Монпансиее едно от най-старите херцогства във Франция, бивше графство, което е издигнато през 1539 г. до херцогство. Тя расте в Париж под надзора на далечния си чичо Франсоа дьо Жоайоз и по-късно на майка си.

### Заговор на Шале
Наследница на многовековно богатство и дом, бракът на Мария се превръща в основен проблем за короната. По инициатива на кардинал дьо Ришельо крал Луи XIII решава да осъществи предишния годеж и затова желае да ожени Гастон и Мария. Кралят, женен от 10 години, все още няма деца. Гастон е предполагаемият наследник на короната и неговият брак (и потомците, които ще се родят от него) биха могли да потвърдят статута му на престолонаследник. Въпреки това Гастон, подкрепян от кралица Анна Австрийска, която страда от стерилитета в двойката си, както и голяма част от двора, отказва този брак. Оттогава нататък, в резултат на този проект, възниква конспирация, която е „на Шале“. Това всъщност е противопоставяне между феодалните принцове, поддръжници на Гастон Орлеански, от една страна, и от друга – на Луи XIII и неговия главен министър Ришельо, който стартира първите централизиращи реформи във Франция.
Гастон, тласкан от своя губернатор маршал Жан-Батист д'Орнано, не иска за нищо на света да се ожени за Мария и около него се събира групата на „отвращение към брака". Мари Еме дьо Роан, херцогиня на Шеврьоз и голяма интригантка, и други принцове обединяват сили с брата на краля, за да плетат интриги срещу растящия авторитет на Ришельо. Именно в този период на преход се възвръща феодалната власт в ущърб на движението на кралската централизация, инициирано от Анри IV.
През лятото на 1626 г. херцогинята си осигурява подкрепата на Анри дьо Талейран-Перигор, граф на Шале (* 1599, † 19 август 1626), разпоредител на гардероба на крал Луи XIII и ценен от него. Обявената цел е убийството на Ришельо и може би свалянето на Луи XIII в полза на Гастон. Но всички тези принцове, както и самият граф, са с променлив характер. Тайната е разкрита поради лични кавги и Ришельо се развихря с подкрепата на Луи XIII. За да спаси личното си положение, Гастон веднага признава вината си и предава всички свои съучастници. Шале е арестуван заедно с маршал д'Орнано и неговите братя, както и Сезар и Александър дьо Вандом, полубратя на краля и на Гастон. Графът на Шале е единственият заговорник, който не се радва на семеен престиж, достоен за имунитет, и е осъден в Нант на обезглавяване. Неопитният палач го посича цели 29 пъти с брадва, като на 20-ия удар Шале е все още жив. Жан-Батист д'Орнано и Александър дьо Вандом умират в затвора, единият през септември 1626 г., другият през февруари 1629 г.

### Брак и смърт
След провала на заговора Гастон Френски се жени за Мария. Брачният договор е подписан на 5 август 1626 г. в Нант и на следващия ден се състои сватбената церемония, водена от кардинал Ришельо в Нантската катедрала „Свети свети Петър и Павел“. В присъствието на кралица Анна Австрийска, краля и кралицата-майка Мария де Медичи, бракът се счита за „най-тъжната сватба някога“ от членове на семейството на младоженеца. Мария получава от майка си, която е женена втори път за Шарл, херцог на Гиз, като сватбен подарък диамант за 80 хил. екю. Младоженецът е обявен за херцог на Орлеан и получава като апанаж Херцогство Шартр, Графство Блоа, Сеньория Монтаржи и пари за живеене на стойност от 60000 ливри и рента от 20000 ливри. Празнуват 8 дена с помпозни забавления.
Много бързо Херцогинята на Орлеан забременява. Тя знае, че детето ѝ, ако е момче, ще бъде предполагаемият наследник на трона. Тя няма никакви притеснения да парадира с бременността си в присъствието на етърва си кралица Анна. Мадам обаче ражда на 29 май 1627 г. и с усложнения момиче – Анна-Мария-Луиза (* 26 май 1627, † 3 април 1693), наречена по-късно Grande Mademoiselle. На 4 юни 21-годишната Мария дьо Бурбон умира в двореца Лувър. На 30 юни е погребана с големи почести в Кралския некропол на Катедралната базилика „Сен Дени“ северно от Париж.
Единственото дете на двойката – Анна-Мария-Луиза Орлеанска (* 16 май 1627, Дворец Лувър; † 5 април 1693, Дворец Люксембург) наследява богатството на майка си веднага след смъртта ѝ и впоследствие става един от най-богатите хора в кралството, и след смъртта на баща ѝ е считана за най-богатата жена в Европа. След смъртта ѝ цялото ѝ състояние е предадено, след като е въведено отново в кралските владения, на Филип I, херцог на Орлеан, по-малък и единствен брат на Луи XIV.